# Daniela Fernández
Daniela Fernández (Buenos Aires, Argentina; 13 de septiembre de 1967) es una bailarina, movilera, actriz, coreógrafa y presentadora televisiva argentina.

## Carrera
Fernández estudió de muy chica en la escuela nacional de danzas desde 1985 hasta 1997. Su primera experiencia profesional fue a los 18 años en 1986 con la comedia musical Los Borgia de la mano de Pepe Cibrián Campoy. Se inició en el medio televisivo como bailarina en el programa conducido por Leonardo Simons llamado Sábados de la bondad. Tuvo su apogeo en la década del '90 inicialmente como bailarina, y luego como notera en programas de índole de entretenimiento. Comenzó su carrera en el teatro en comedias musicales donde cantaba y bailaba en cuerpo de baile. Trabajó en ciclos, casi todos ellos conducidos por Nicolás Reppeto como Fax, Nico y Decime cuál es tu nombre. También trabajó junto a Reina Reech en Colores y posteriormente en Reina en colores, junto a Marley en 360, todo para ver, entre otros. 
"Locos x el futbol" junto a Matias Martin y "Pan y Queso" fueron otros programas donde Daniela supo imponer sus conocimientos futboleros.
Pasaron también "Patas para arriba", "Noticiero 26", TV Crecer, entre otros programas, hasta llegar a "Estalló el Verano" para Crónica TV.
Pasó por Radio Zonica con su programa "Cuchame" acompañada por su hija Martina y con la producción de su marido, Gabriel Fierro.
En teatro fue dirigida por Pepe Cibrián Campoy, Sergio Lombardo, Claudio Hochman y Ricki Pashkus. trabajó en obras como  ¡Desencantadas! (2019), Chicago en el teatro Opera donde personificó a Hunyak (la húngara), El diluvio que viene" "Calle 42" "Cyrano", "Shakespiriando" junto a Florencia Peña y elenco y el infantil Hormiguela' .
También fue presentadora de eventos como los Premios Hugo. Dirigió El Centro, una escuela de formación artística para todas las edades.
También se dedicó ser coreógrafa en obras como Todo por que rias junto a los Les Luthiers, Cenicienta, Club Casino, Los Marrapodi y Androcles y el León.

## Vida privada
Está casada con el productor Gabriel Fierro (Gaby Fierro), a quien conoció en el programa Nico, y con quien tuvo dos hijos: Martina (n. 2003) y Juan (n. 2009).

## Televisión
| Año       | Programa                        | Cadena           |
| --------- | ------------------------------- | ---------------- |
| 1988      | Sábados de la bondad            | Canal 9 Libertad |
| 1990      | Vivitos y coleando              | ATC              |
| 1991/1992 | Fax                             | Canal 13         |
| 1992      | 360, todo para ver              | Canal 13         |
| 1994      | Reina en colores                | ATC              |
| 1994/1995 | Nico                            | Telefe           |
| 1996      | Decime cuál es tu nombre        | Telefe           |
| 1997      | Patas para arriba               | Canal 13         |
| 1998      | Nico R.                         | Telefe           |
| 1998      | Locos por el fútbol             | Canal 13         |
| 2002      | Pan y queso                     | Canal 7          |
| 2004      | Zonamos                         | Canal 7          |
| 2005/2006 | Gou!                            | América TV       |
| 2006/2007 | Benteveo                        | Canal 7          |
| 2007      | Primeros años, creciendo juntos | Canal Encuentro  |
| 2016      | Primera mañana                  |                  |
| 2017      | El diario del domingo           | Canal 26         |
| 2018      | Estalló el verano               | Crónica TV       |

## Teatro
Como actriz y bailarina:
- ¡Desencantadas!
- Broadway
- Shakespiriando
- Chicago
- El diluvio que viene
- Cyrano
- Hormiguela
- Calle 42
- Al final… otra vez
- Aquí no podemos hacerlo
- Los Borgia

Como coreógrafa:
- Todo por que rias
- Cenicienta
- Club Casino
- Los Marrapodi
- Androcles y el León